# Улица Бажова (Москва)
Улица Бажова — улица на севере Москвы, в Ростокино Северо-Восточного административного округа между Малахитовой улицей и железнодорожной линией Окружной дороги. От улицы Бажова пешеходная дорога ведёт к одной из главных достопримечательностей Ростокино — Ростокинскому акведуку, окружающему его парку, переходя на другом конце в Ярославскую улицу.

## Происхождение названия
Названа 31 января 1964 года в честь Павла Петровича Бажова (1879—1950), писателя-сказочника.

## Расположение
Улица Бажова проходит на северо-восток параллельно проспекту Мира, начинаясь в парке около северной части Ростокинского акведука (пешеходная часть), автомобильная дорога начинается уже после пересечения с Малахитовой улицы. Затем улица пересекает Ростокинскую улицу, бывший 6-й проезд Ростокинского городка (ныне улица без названия) и заканчивается в жилой застройке, немного не доходя до Малой окружной железной дороги. Проход к станции МЦК «Ростокино» через территорию автоцентра «Атлант-М», в который упирается улица Бажова, открыт ежедневно, кроме праздничных и перенесённых выходных дней, с 5:30 до 1:30.

## Учреждения, организации и общественные пространства
По нечётной стороне:
- № 5 — Центр социального обслуживания «Ростокино»;
- № 9 — Московский детский камерный театр кукол;
- № 11, корпус 2 — ОВД Ростокино;
- № 11, корпус 4 — Дом ребёнка № 8;
- № 13 — детский сад № 2257;
- № 17 — спортивный клуб «Пять Звезд»; Автоцентр Атлант-М (дилер Фольксваген) Атлант-М Яуза (дилер Ленд Ровер);

По чётной стороне:
- № 6 — Московская областная государственная библиотека им. Н. К. Крупской (Научная);
- № 8 — универсам «Авоська»;
- № 16 — отделение связи № 128-И-129128;
- № 18, строение 2 — Группа компаний «Форатек»;
- № 22 — детский сад № 711;
- № 24, корпус 2 — дополнительный офис Сбербанка России № 7811/0440;
- № 30 — типография.

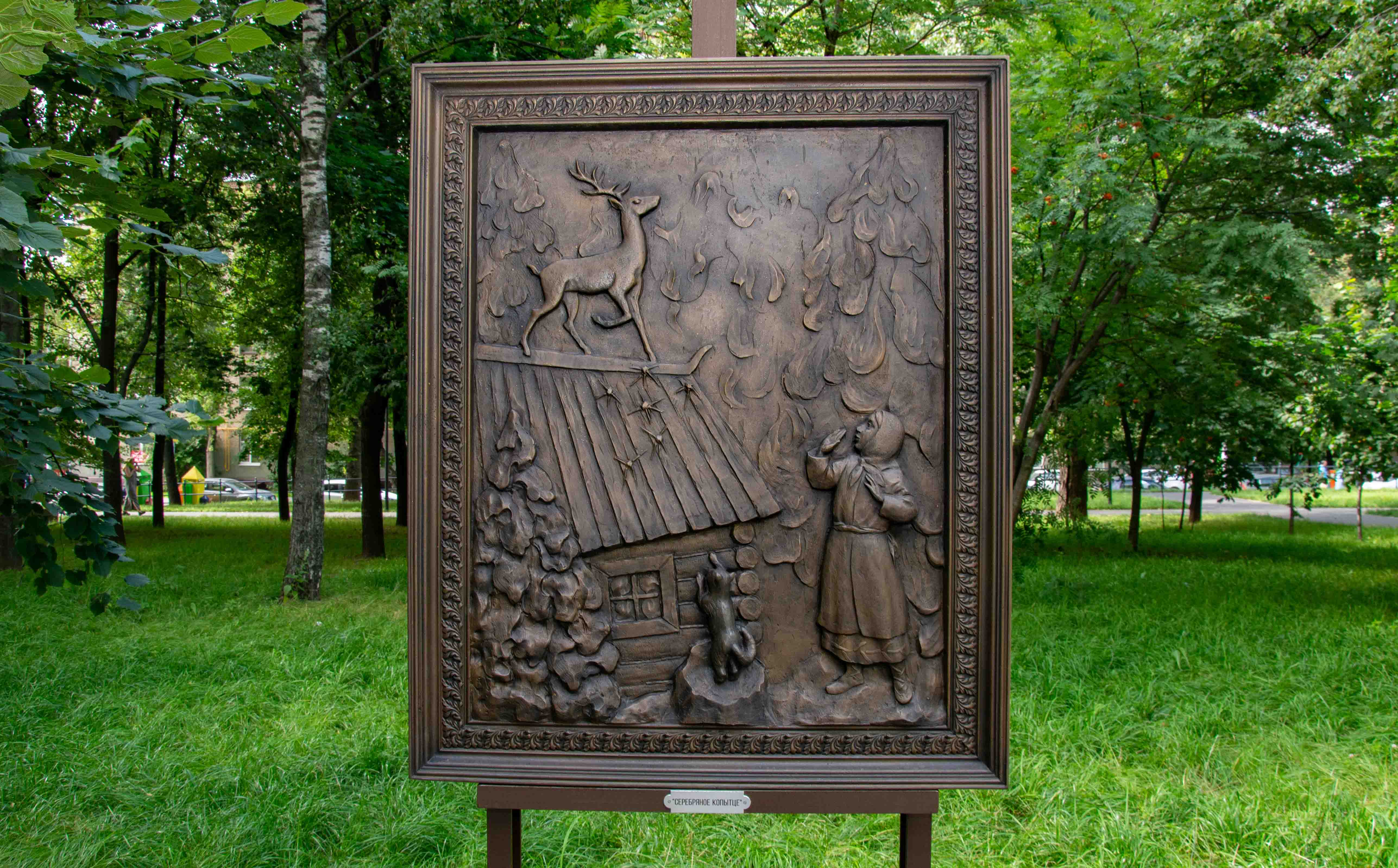
Сквер Бажова

Вдоль южной части улицы располагается сквер Бажова. Здесь установлены бюст мастера уральских сказов, писателя Павла Бажова, а также скульптуры, изображающие персонажей его произведений — Хозяйку Медной горы, козленка Серебряное копытце, Огневушку-Поскакушку и Данилу-мастера. Сквер был благоустроен в 2019 году по программе «Мой район» — в зеленой зоне обновили детские и спортивные площадки, установили сцену для выступлений и дополнительно установили декоративные бронзовые панно, изображающие сюжеты сказов Бажова «Серебряное копытце», «Медной горы хозяйка» и «Каменный цветок».